# 단고정
단고정(일본어: 丹後町)은 일본 교토부 다케노군에 속했던 정이며 단고 반도의 북단부에 위치하고 있었다.
2004년 4월 1일에 단고정을 포함한 6개 정이 신설 합병되어 교탄고시가 발족하면서 단고정은 폐지되었다.

## 상징
정장은 '단(丹)'자를 도안화한 후 횡봉을 날개로 삼아 마을의 발전과 비약을 표현하고 그 밑의 흰 부분으로 후타바를 표현했다.
마을의 나무는 흑송, 마을의 꽃은 수선화, 마을의 특산품으로 간인게, 고등어 헤시코, 정어리 등의 신선어, 단고 치리멘이 알려졌다.
단고정은 옛부터 개척된 토지로 죠몬시대 말기의 유적이 점재해, 고훈시대에는 유력한 권력자의 존재가 엿보이는 전체 길이 180미터 이상의 신메이산 고분 등 많은 고분군이 있다.마을은 이러한 역사적 유산과 풍부한 자연을 활용한 단고 리조트 구상에 근거한 개발 제휴를 도모해, 기반시설의 정비나 지역산업의 진흥에 힘을 쏟았다.

## 지리
단고정은 교토부 최북단에 위치하여 북측은 일본해에 접하고 있었다. 남동쪽은 요사군 이네마치와, 남쪽은 타케노군 야사카마치와, 서쪽은 타케노군 아미노정과와 접하고 있었다. 정역의 일부는 단고 아마바시립 오에산 국정공원의 단고반도 연안 지구에 포함되어 있었다.
기후는 일본 바닷가 특유의 해양성 기후이며, 산인 지방과 거의 같은 날씨를 보여. 겨울의 적설량은 호쿠리쿠 지방보다 적은 평지에서는 30-50cm, 산간부에서는 100-200cm의 적설이 되는 경우가 많다. 매년 가을철부터 겨울철에는, 우라니시라고 불리는 이 지역 특유의 계절풍이 분다. 우라서쪽은 순간적인 남서풍이며, 이 계절의 이 지역의 불안정한 기상 상태도 가리킨다.

## 역사
- 1955년 2월 1일 - 다케노군 다이자정, 도요사카촌, 다카노촌, 가미우카와촌, 시모우카와촌이 합병해 단고정이 성립하였다.
- 2004년 4월 1일 - 아마노정, 야사카정, 나카군 미네야마정, 오미야정, 구마노군 구미하마정과 합병해 교탄고시가 성립하였다. 동일 단고정은 폐지되었다.

## 교통

### 도로
- 국도 178호선
- 국도 제482호선 (일본)(일본어판)